# Széchenyi fürdő

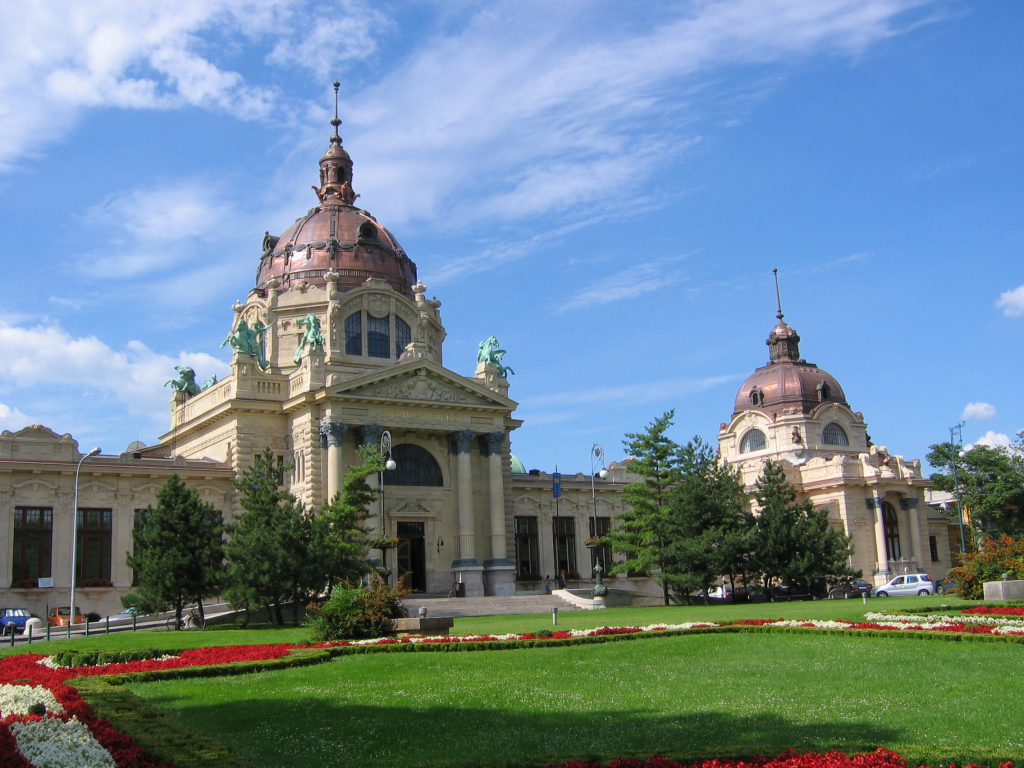
Budynek łaźni miejskich obok stacji metra

Széchenyi fürdő to stacja metra w Budapeszcie na linii M1. Została oddana do użytku w roku 1896. Stacja nosi nazwę Széchenyi Fürdő i jest położona przy łaźniach miejskich im. Istvána Széchenyiego. Wygląd stacji przypomina klasyczny wystrój żółtej linii budapeszteńskiego metra. Następne stacje to: Hősök tere i Mexikói út.